# Вессельбуренерког
Вессельбуренерког (нім. Wesselburenerkoog) — громада в Німеччині, розташована в землі Шлезвіг-Гольштейн. Входить до складу району Дітмаршен. Складова частина об'єднання громад Бюзум-Вессельбурен.
Площа — 21,88 км2. Населення становить 177 ос. (станом на 31 грудня 2020).

## Галерея

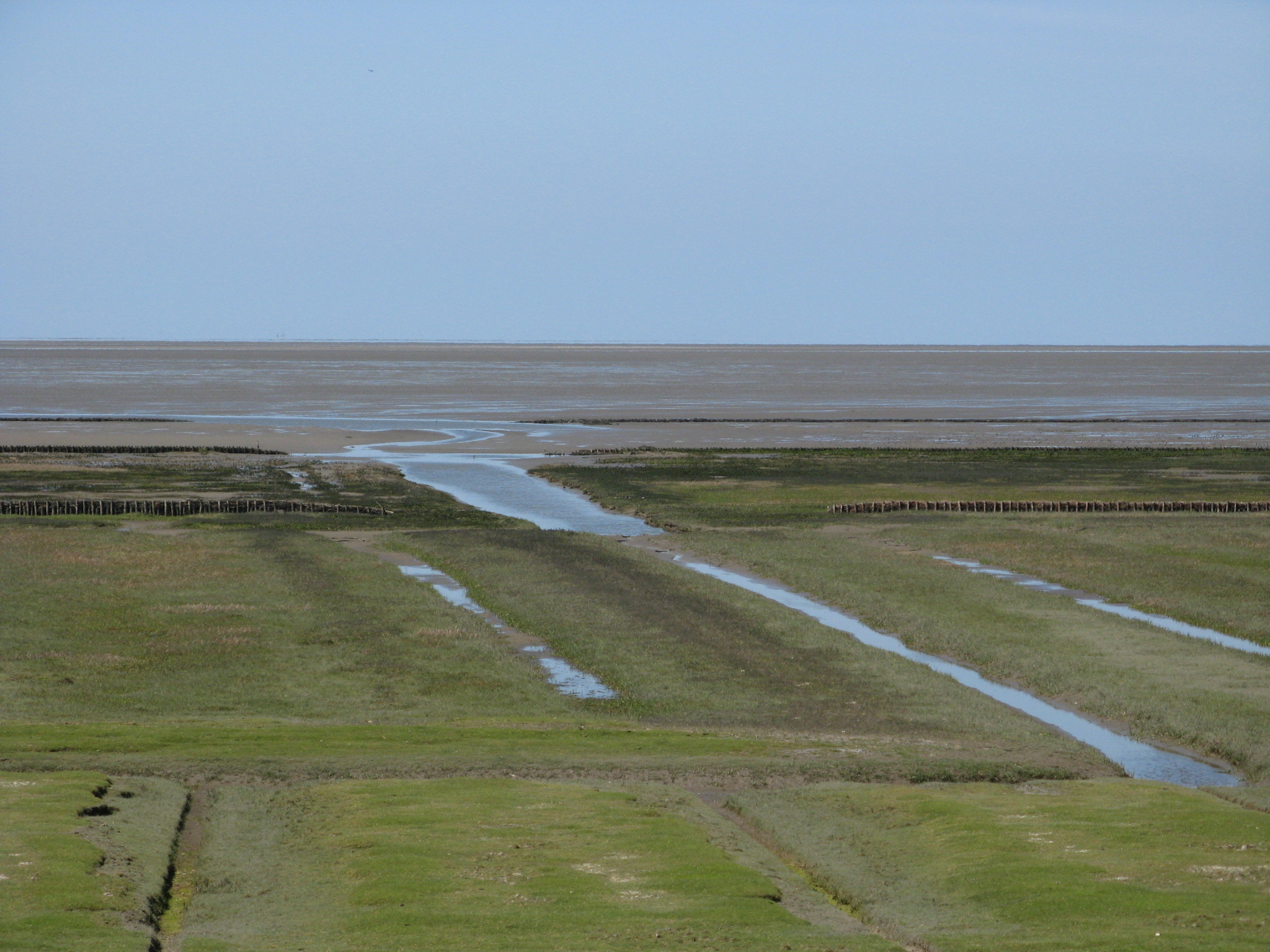